# Nagelfluhfelsen (Ittelsburg)

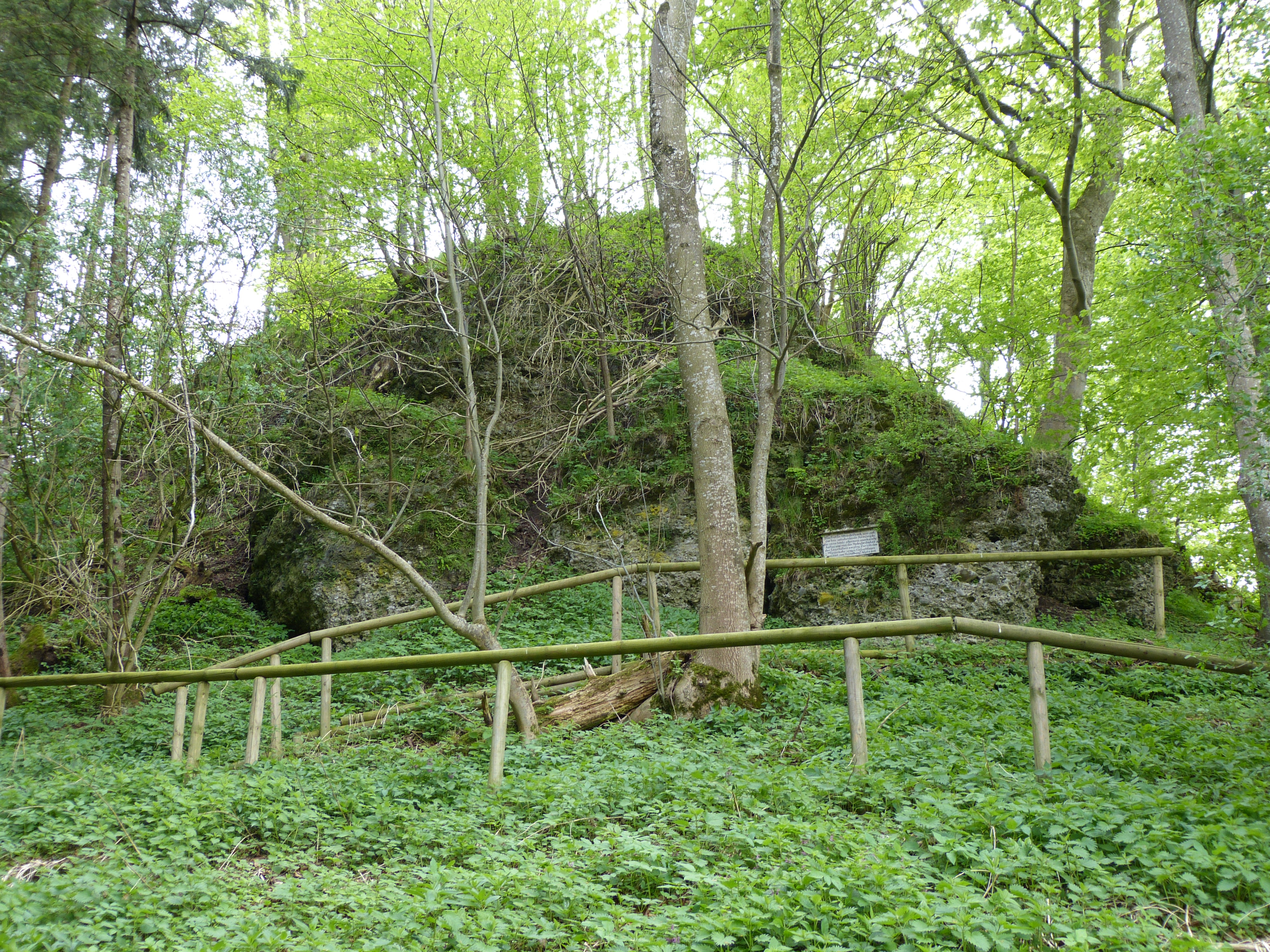
Nagelfluhfelsen bei Ittelsburg (Geotop Nr. 778R004)

Der Nagelfluhfelsen bei Ittelsburg ist ein natürlich aufgeschlossenes Geotop in einem Ortsteil der Gemeinde Bad Grönenbach im Landkreis Unterallgäu (Bayern). Das eingetragene Geoptop trägt die Nummer 778R004 und befindet sich auf einer Höhe von 780 m ü. NN in der geologischen Raumeinheit der Iller-Lech-Region. Es dehnt sich auf einer Fläche von rund 1500 m², mit einer Länge von 50 Metern, einer Breite von 30 Metern und einer Höhe von 8 Metern, aus. Der historisch bedeutende Aufschluss zeigt Schotterkonglomerate, welche durch Schmelzwässer aus den Gletschern des Günzeiszeit, abgelagert wurden. Das Geröll ist weitestgehend kalkalpiner Herkunft. Weil nur wenige Stücke kantengerundet und die meisten eckig sind, kann darauf geschlossen werden, dass das Material nicht weit transportiert wurde und die Gletscherstirn in unmittelbarer Nähe lag. Das Geotop befindet sich in einem Landschaftsschutzgebiet und wird vom Bayerischen Landesamt für Umwelt geowissenschaftlich als bedeutend eingestuft. Es dient als Exkursions-, Forschungs- und Lehrobjekt und ist in der Region und überregional selten.
Am Aufschluss befindet sich eine Gedenktafel für den deutschen Geographen und Geologen Albrecht Penck. 

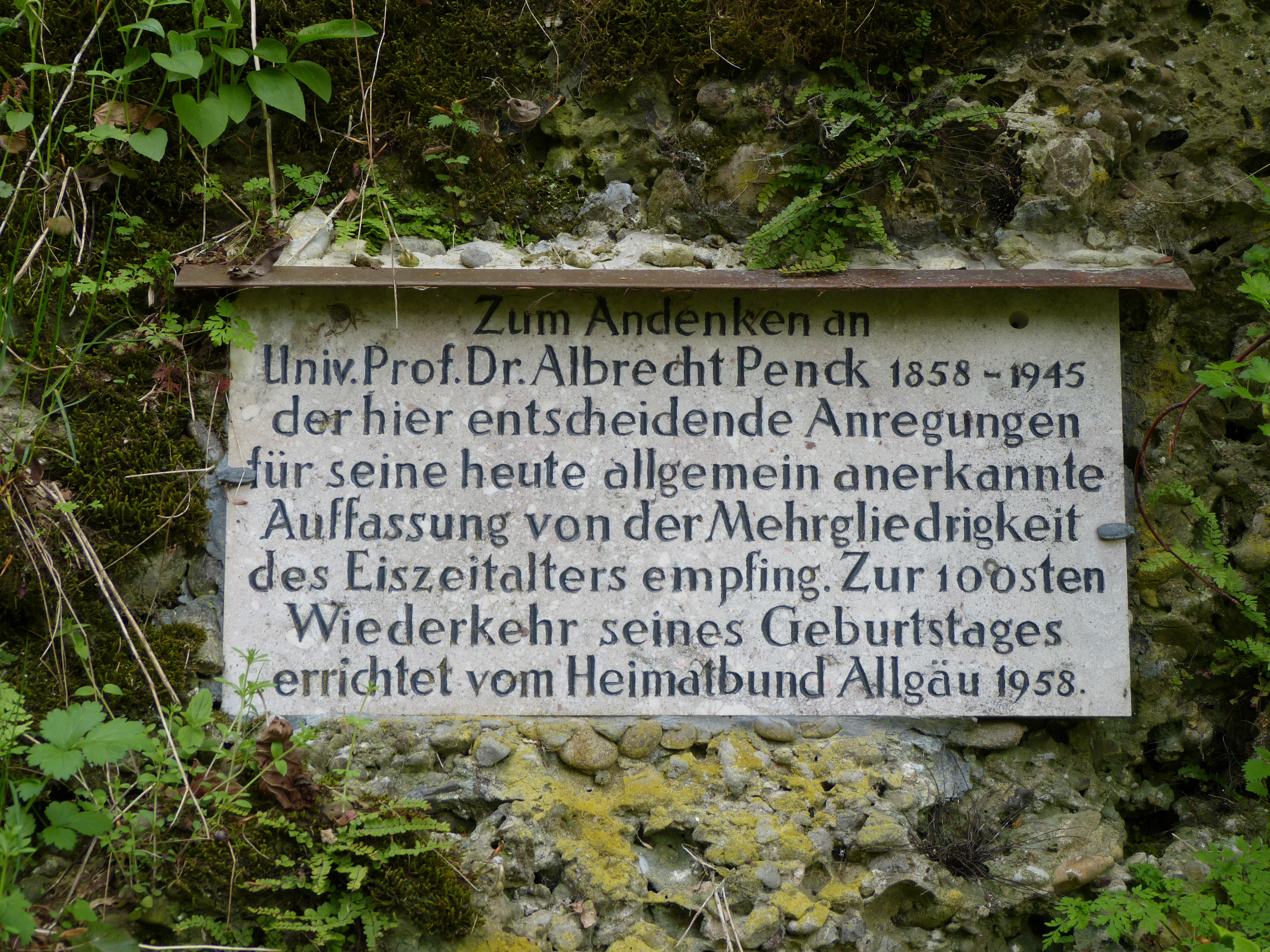
Gedenktafel für Albrecht Penck (errichtet 1958)
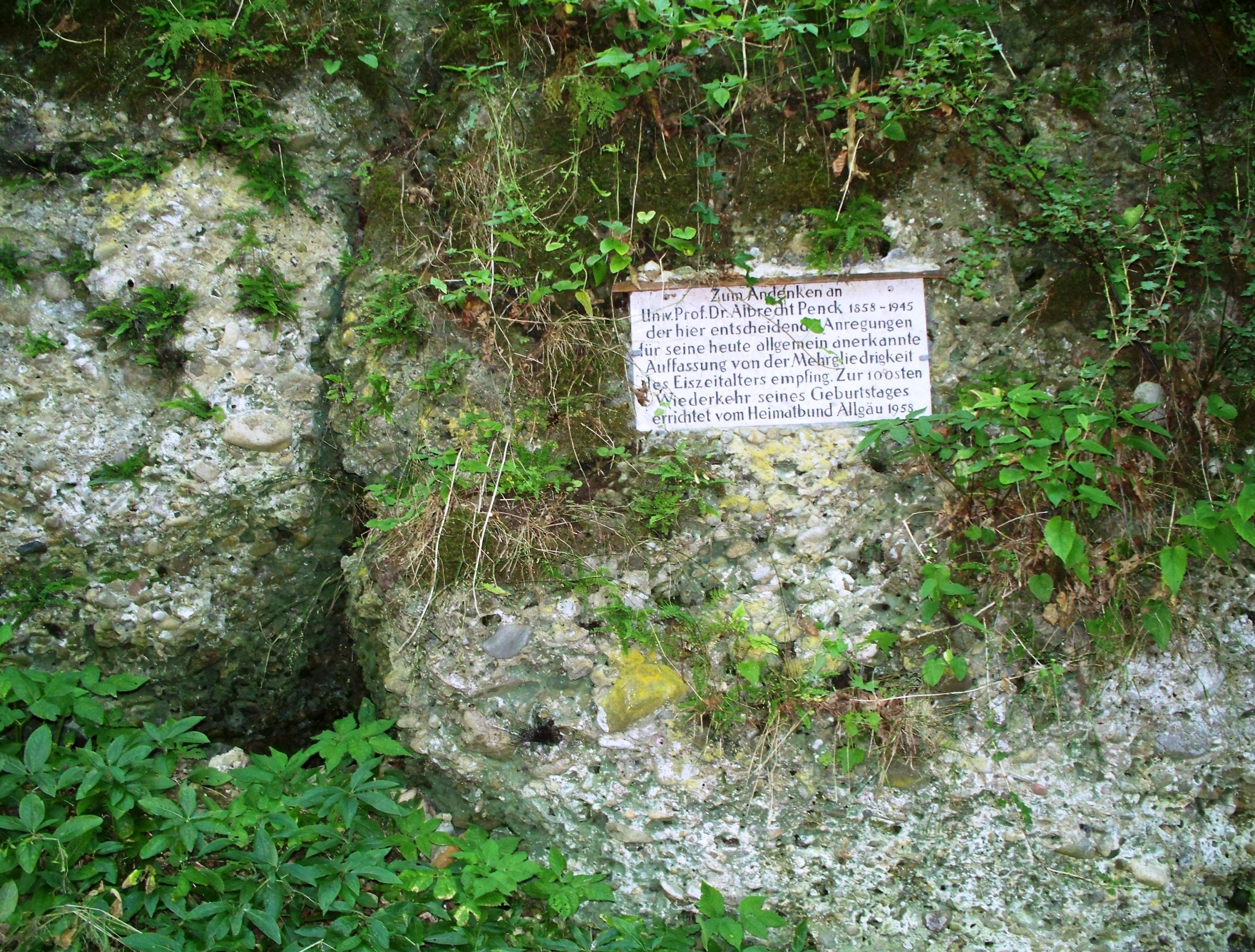
Gedenktafel mit umgebendem Gestein